# Bisceglie
Bisceglie je italské město v oblasti Apulie, v nově vzniklé provincii Barletta-Andria-Trani.
Jméno Bisceglie se odvozuje od latinského slova vigilia nebo vigiliae (strážní místo) kvůli geografické poloze města a mnoha věžím, které sloužily ke sledování moře kvůli případným nepřátelům.

## Vývoj počtu obyvatel
Počet obyvatel

## Partnerská města
- Al Fuheis, Jordánsko
- Chán Junis, Palestina
- San Pancrazio Salentino, Itálie
- Tartús, Sýrie

## Osobnosti města
- Mauro Giuliani (1781–1829), kytarista a hudební skladatel